# 3431 Nakano
3431 Nakano è un asteroide della fascia principale. Scoperto nel 1984, presenta un'orbita caratterizzata da un semiasse maggiore pari a 3,0964915 UA e da un'eccentricità di 0,0409024, inclinata di 12,25019° rispetto all'eclittica.
L'asteroide è stato così denominato in onore di Syuichi Nakano.